# À l'heure où les grands fauves vont boire
Pour plus de détails, voir Fiche technique et Distribution.
À l'heure où les grands fauves vont boire est un film français de Pierre Jolivet réalisé en 1993.

## Synopsis
Un matin, Adrien est réveillé brusquement et arraché à son rêve, alors qu'il tentait de séduire la femme qu'il désire. Qu'importe, avec l'aide de son ami Yoska, il va tenter de recréer son rêve dans les moindres détails pour réussir son opération séduction dans la réalité. Mais la jeune femme ne se laisse pas si facilement manipuler.

## Fiche technique
- Titre original : À l'heure où les grands fauves vont boire
- Réalisation : Pierre Jolivet
- Scénario : Pierre Jolivet
- Décors : Laurent Allaire
- Costumes : Nathalie Desandre
- Photographie : Bertrand Chatry
- Montage : Jean-François Naudon
- Musique : Serge Perathoner, Jannick Top
- Société(s) de production : La Film-Compagnie, Les Productions JMH, Odessa Films, Télévision suisse romande
- Année : 1993
- Genre : comédie
- Pays de production :  France
- Langue : français
- Format : couleurs - 35 mm - Son Mono
- Durée : 80 minutes
- Date de sortie en salle en France : 13 janvier 1993

## Distribution
- Éric Métayer : Adrien
- Marc Jolivet : Yoska
- Isabelle Gélinas : Elle
- François Berléand : le cousin
- Arlette Thomas : la mère de Yoska
- Christophe Bourseiller : le producteur
- Maka Kotto : Yannick
- Christine Haas : Mme Dupré
- Laurent Bachet : Joachim
- Pierre Jolivet : l'homme qui recherche Yannick
- Françoise Dasque  : : La femme du producteur